# Aderus gounellei
Aderus gounellei es una especie de coleóptero de la familia Aderidae. Fue descrita científicamente por Maurice Pic en 1901.

## Distribución geográfica
Habita en Brasil.